# Land O' Lakes (Wisconsin)
Land O'Lakes es un pueblo ubicado en el condado de Vilas en el estado estadounidense de Wisconsin. En el Censo de 2010 tenía una población de 861 habitantes y una densidad poblacional de 3,38 personas por km².

## Geografía
Land O'Lakes se encuentra ubicado en las coordenadas 46°8′47″N 89°23′28″O / 46.14639, -89.39111. Según la Oficina del Censo de los Estados Unidos, Land O'Lakes tiene una superficie total de 254.79 km², de la cual 216.97 km² corresponden a tierra firme y (14.84%) 37.82 km² es agua.

## Demografía
Según el censo de 2010, había 861 personas residiendo en Land O'Lakes. La densidad de población era de 3,38 hab./km². De los 861 habitantes, Land O'Lakes estaba compuesto por el 97.21% blancos, el 0% eran afroamericanos, el 1.05% eran amerindios, el 0.23% eran asiáticos, el 0% eran isleños del Pacífico, el 0% eran de otras razas y el 1.51% pertenecían a dos o más razas. Del total de la población el 1.16% eran hispanos o latinos de cualquier raza.